# Tarot (álbum)
Tarot es el título del sexto álbum de estudio del grupo español de power metal neoclásico, Dark Moor. Fue grabado en los meses de agosto y septiembre de 2006, en los estudios New Sin en Italia, y fue lanzado el 21 de febrero de 2007 a través de la discográfica Scarlet Records. El álbum cuenta con la participación del antiguo baterista del grupo, Andy C., y los músicos Manda Ophuis y Hendrik Jan De Jong, del grupo Nemesea.
Todas las canciones fueron escritas por Enrik García, excepto las pistas 5, 7, 8 y 11 (escritas por Enrik García y Daniel Fernández). Todas las letras fueron escritas por el letrista Francisco José García, excepto las pistas 6 y 9 (escritas por Enrik García), las pistas 4 y 8 (escritas por Enrik García y Alfred Romero), y la pista 2 (escrita por Alfred Romero).

## Lista de canciones
| N.º   | Título                        | Escritor(es)                                      | Duración |  |
| 1.    | «The Magician» (Instrumental) | Enrik García                                      | 1:29     |  |
| 2.    | «The Chariot»                 | Enrik García, Alfred Romero                       | 4:24     |  |
| 3.    | «The Star»                    | Enrik García, Francisco J. García                 | 4:29     |  |
| 4.    | «Wheel of Fortune»            | Enrik García, Alfred Romero                       | 3:59     |  |
| 5.    | «The Emperor»                 | Enrik García, Dani Fernández, Francisco J. García | 4:09     |  |
| 6.    | «Devil in the Tower»          | Enrik García                                      | 7:52     |  |
| 7.    | «Death»                       | Enrik García, Dani Fernández, Francisco J. García | 5:00     |  |
| 8.    | «Lovers»                      | Enrik García, Dani Fernández, Alfred Romero       | 4:06     |  |
| 9.    | «The Hanged Man»              | Enrik García                                      | 5:31     |  |
| 10.   | «The Moon»                    | Enrik García, Beethoven, Francisco J. García      | 11:31    |  |
| 11.   | «The Fool» (Bonus track)      | Enrik García, Dani Fernández, Francisco J. García | 4:12     |  |
| 56:42 |                               |                                                   |          |  |

| Bonus tracks |                                                                  |          |  |
| N.º          | Título                                                           | Duración |  |
| 12.          | «Mozart's March» (Instrumental, Bonus track en edición japonesa) | 2:44     |  |

## Miscelánea
- La temática del álbum está basada en el juego de las Cartas del Tarot, que es usualmente utilizado para la adivinación. Dedicando una canción por cada una de las más famosas cartas que componen el mazo del tarot.
- El tema “The Moon” es a su vez un tributo a la obra del compositor alemán Ludwig van Beethoven. En la canción usan fragmentos de su Quinta sinfonía y el Claro de Luna.
- El álbum fue dedicado a la memoria del productor musical Big Simon.

## Créditos

### Alineación principal[2]
- Alfred Romero - Voz principal
- Enrik García - Guitarra eléctrica, Voz gutural, Arreglos orquestales
- Daniel Fernández - Bajo
- Roberto Cappa - Batería

### Músicos invitados
- Manda Ophuis - Voz soprano
- Andy C. - Batería adicional
- Hendrik Jan De Jong - Guitarra limpia
- Síncopa 8 - Coros

### Producción
- Grabado, mezclado y masterizado en New Sin Studios, con Luigi Stefanini como ingeniero de audio.
- Los coros fueron grabado en New Life Studios.

### Diseño
- Derek “Dodge” Gores - Arte de portada
- Diana Álvarez - Diseño gráfico, fotografía